# إدوارد فيشر (رسام توضيحي)
إدوارد فيشر (بالإنجليزية: Edward Vischer)‏ هو رسام توضيحي أمريكي، ولد في 1809، وتوفي في 1878.